# Ligue régionale Île-de-France de rugby
La Ligue régionale Île-de-France de rugby est un organe fédéral dépendant de la Fédération française de rugby créé en 2017 et chargé d'organiser les compétitions de rugby à XV et à sept au niveau de la région Île-de-France.
La ligue Île-de-France est la ligue régionale française de rugby avec la plus grande densité de licenciés (2,48 licenciés/km2 en 2020).

## Histoire
Conséquence de la réforme territoriale des régions, le ministère de la Jeunesse et des Sports impose à la FFR de calquer son organisation territoriale sur celle des nouvelles régions. C'est ainsi que naît la Ligue d'Île-de-France issue d'une partie de l'ancien comité Île-de-France qui incluait également les départements de l'Aube, de la Marne ainsi qu'une partie de l'Aisne et de la Haute-Marne.
| - Carte des comités territoriaux jusqu'en 2017. - Carte des ligues régionales depuis 2018. |

Les ligues sont créées début octobre et reprennent les missions des comités territoriaux au 1er juillet 2018. Les statuts de la Ligue sont signés le 16 octobre 2017 à Marcoussis par Laurent Gabbanini et Claude Michellet, désignés membres fondateurs de la ligue par la FFR.
Élue en majorité au sein du comité directeur de la Ligue Île-de-France en décembre 2017, la liste Ovale Demain, présidée par Florian Grill, engage 15 chantiers en plus des chantiers travaillés en lien avec la FFR : 
10 chantiers sportifs :
- 1 - Favoriser un rugby de mouvement
- 2 - Développer le rugby dans le monde scolaire
- 3 - Développer le rugby féminin
- 4 - Augmenter le nombre d’arbitres et monter le niveau
- 5 - Augmenter la performance des sélections
- 6 - Favoriser la création d’académies locales
- 7 - Préparer les JO 2024 et la Coupe du monde 2023
- 8 - Relancer le rugby loisir
- 9 - Développer les nouvelles pratiques
- 10 - Faire reconnaître le rugby à 7 fauteuil

5 chantiers organisation :
- 1 - Préserver la santé des joueurs
- 2 - Mettre à plat le dossier de qualification des terrains
- 3 - Simplifier l’accès aux formations
- 4 - Lancer un plan d’actions incivilités
- 5 - Aider les clubs avec des outils clés en mains et beaucoup de communication

## Structures de la ligue

### Identité visuelle

Premier logo de la ligue (2018)
Logo de la ligue d'octobre 2018 à juin 2019
Logo de la ligue depuis le 28 juin 2019

### Liste des présidents

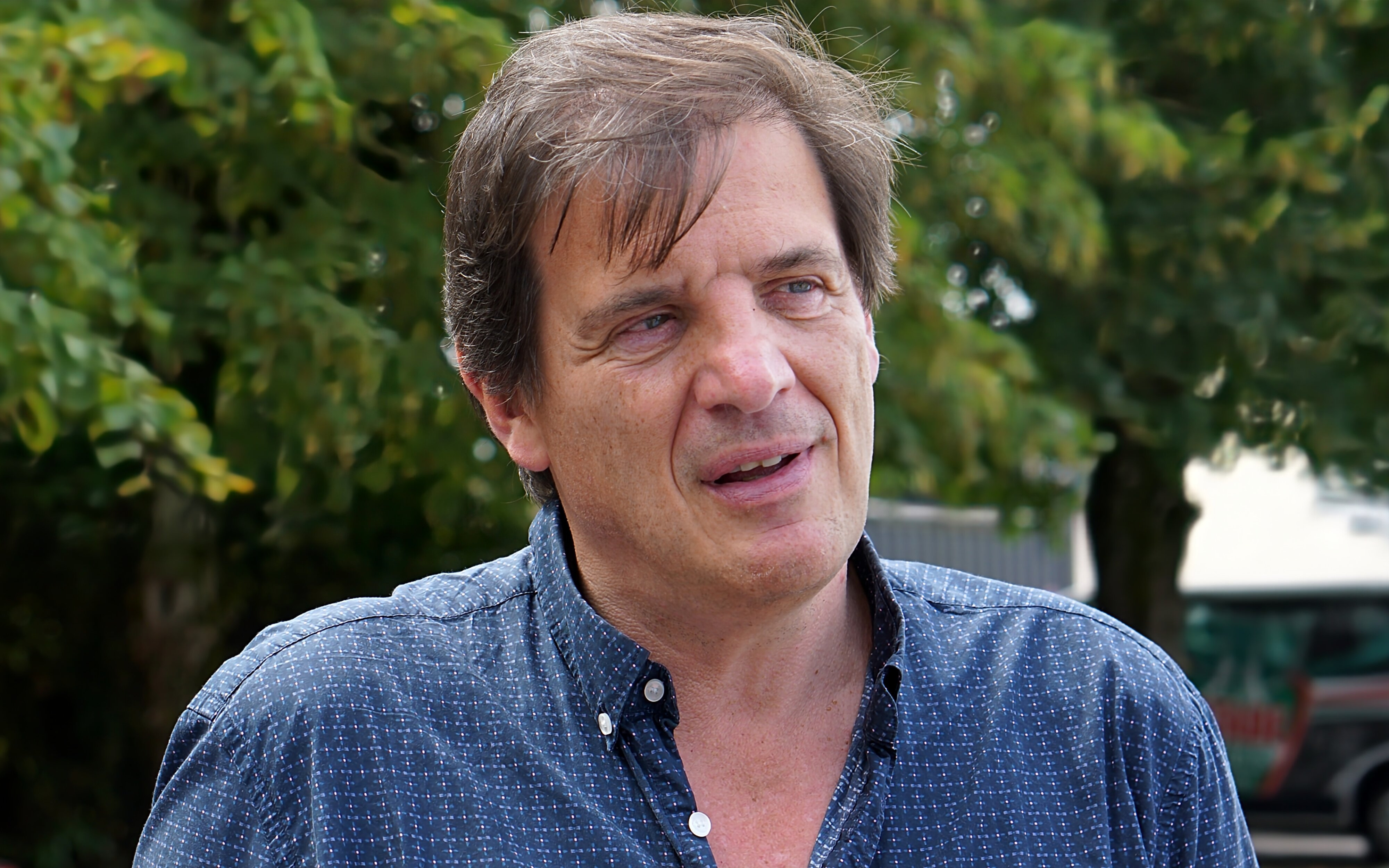
Florian Grill, président de 2017 à 2023, avant de devenir président de la FFR.

- Du 9 décembre 2017 au 22 juin 2023 : Florian Grill
- Depuis le 22 juin 2023: Thierry Alliesse

### Élections du comité directeur
Le premier comité directeur de 40 personnes est élu le 9 décembre 2017. Florian Grill, président sortant du comité Île-de-France, et Jean-Loup Dujardin sont candidats à la présidence de la ligue. La liste de Jean-Loup Dujardin est soutenue par Bernard Laporte, président de la Fédération française de rugby.
Pascal Papé, vice-président de la FFR, Thomas Lombard, Christophe Dominici, Michel Tachdjian et Claude Atcher sont notamment membres de la liste Dujardin tandis que Jean-Claude Skrela, ancien directeur technique national et sélectionneur de l'équipe de France, est dans la liste Grill.
Après le premier vote électronique décentralisé de l’histoire du rugby français, la liste menée par Florian Grill obtient 66,2 % des voix, soit 34 sièges, contre 33,8 % des voix pour Jean-Loup Dujardin (6 sièges). Florian Grill devient ainsi le premier président de la ligue.
Le comité directeur est renouvelé le 7 novembre 2020, un mois après le renouvellement de celui de la FFR. Après sa défaite lors de l'élection à la présidence de la fédération, Florian Grill annonce sa candidature pour être réélu président de la ligue Île-de-France. Jean-Claude Skrela est de nouveau candidat sur sa liste. Jean-Loup Dujardin est également candidat mais sa liste est d'abord invalidée par la commission de surveillance des opérations électorales en raison de la licence d'un des colistiers, délivrée après le dépôt de la liste,. Il demande alors une conciliation devant le CNOSF qui propose à la LIFR de permettre à la liste de Jean Loup Dujardin de procéder à la substitution de la candidature litigieuse ou à la régularisation de celle-ci. Le 4 novembre 2020, le bureau directeur de la ligue vote en faveur de cette solution (4 pour, 4 abstentions, 1 contre). À l'issue du scrutin, la liste de Florian Grill remporte les élections avec 90,76  % des voix et obtient 39 sièges au comité directeur tandis que la liste de Jean-Loup Dujardin obtient un siège.
Le 14 juin 2023, le président de la ligue Florian Grill est élu président de la Fédération française de rugby. Le comité directeur de la ligue se réunit le 22 juin 2023 et désigne Thierry Alliesse pour le remplacer par intérim jusqu'à la prochaine assemblée générale.
En 2024, Thierry Alliesse mène la seule liste candidate pour la mandature 2024-2028 du comité directeur. Le candidat d'opposition lors des précédentes élections, Jean-Loup Dujardin, est intégré à la liste. Avec 87,21 % de voix POUR lors de l'élection, son équipe est élue pour les quatre années.

### Dirigeants
Directeur administratif et financier
- Depuis 2017 : Franck Cibois

Directeur technique
- Depuis 2020 : Francis Jouberton

Directeur de l'arbitrage
- Depuis 2018 : Sylvain Bernard

### Comité consultatif du rugby francilien
Composé de 8 à 15 membres désignés par le comité directeur de la ligue sur proposition du bureau régional, le comité consultatif régional est chargé d’évaluer le Plan d’Orientations Stratégiques. En 2018, un comité consultatif du rugby francilien est créé. Il est composé de 15 membres :
- Jean-Christophe Boccon-Gibod
- Jacques Boussuge
- Yves Cartier
- Philippe Decq
- Michel Dubreuil
- Christèle Gautier
- Éric Gauzins (Président)
- François Harant
- Marie-Thérèse Larousse
- Thomas Lombard
- Joanna Sainlo
- Thomas Savare
- Jean Vuillermoz
- Claudine Vuong
- Philippe Wolak

## Les clubs de la ligue au niveau national

### Meilleurs clubs de la Ligue par saison
Le meilleur club de la ligue est le club qui arrive le plus loin en phases finales dans la compétition nationale de plus haut échelon. En cas d'égalité (même compétition et même résultat en phases finales), le meilleur club est celui qui a marqué le plus de points au cours de la saison régulière.
Clubs masculins
Clubs féminins
La couleur de l'axe indique la division dans laquelle évolue le club :
- 1re division.
- 2e division.
- 3e division.
- 4e division.
- Divisions inférieures.

### Clubs masculins évoluant dans les divisions nationales
| \| Légende · Top 14 · Pro D2 · Nationale · Nationale 2 · Fédérale 1 · Fédérale 2 Racing 92 Stade français Paris RC Suresnes Union Drancy Saint-Denis RC Courbevoie Antony Métro 92 CSM Gennevilliers Paris UC SCUF rugby \| Clubs (Paris et petite couronne) évoluant dans des divisions nationales en 2024-2025. |
| Légende · Top 14 · Pro D2 · Nationale · Nationale 2 · Fédérale 1 · Fédérale 2 Racing 92 Stade français Paris RC Suresnes Union Drancy Saint-Denis RC Courbevoie Antony Métro 92 CSM Gennevilliers Paris UC SCUF rugby                                                                                             |

| \| Légende · Top 14 · Pro D2 · Nationale · Nationale 2 · Fédérale 1 · Fédérale 2 RC Massy AAS Sarcelles Maisons-Laffitte Saint-Germain Poissy RC Pays de Meaux Plaisir RC US Ris-Orangis RC Versailles \| Autres clubs évoluant dans des divisions nationales en 2024-2025. |
| Légende · Top 14 · Pro D2 · Nationale · Nationale 2 · Fédérale 1 · Fédérale 2 RC Massy AAS Sarcelles Maisons-Laffitte Saint-Germain Poissy RC Pays de Meaux Plaisir RC US Ris-Orangis RC Versailles                                                                         |

### Clubs féminins évoluant dans les divisions nationales
| \| Légende · Elite 1 · Elite 2 · Fédérale 1 AC Bobigny 93 Stade français Paris RC Chilly-Mazarin Coyonnes 94 RC Courbevoie Paris Olympique RC Racing club de France \| Clubs féminins évoluant dans des divisions nationales en 2024-2025. |
| Légende · Elite 1 · Elite 2 · Fédérale 1 AC Bobigny 93 Stade français Paris RC Chilly-Mazarin Coyonnes 94 RC Courbevoie Paris Olympique RC Racing club de France                                                                           |

## Palmarès national des clubs régionaux

### Compétitions masculines
- RC Massy
  - Champion de France de Nationale (1) : 2022
- Seventise
  - Champion de France de rugby à sept (1) : 2019
- Racing 92
  - Vainqueur du Supersevens (1) : 2020

### Compétitions féminines
- Stade français Paris
  - Champion de France d'Élite 2 (1) : 2023
- Racing club de France
  - Champion de France de Fédérale 1 (1) : 2025

## Palmarès des compétitions régionales
| Saison    | Niveau      | Champion              | Comité départemental | Score | Finaliste                   | Comité départemental |
| --------- | ----------- | --------------------- | -------------------- | ----- | --------------------------- | -------------------- |
| 2022-2023 | Régionale 1 | Rst Paris Xo-Finances | Paris                | 34-23 | CA Chevreuse                | Yvelines             |
| 2022-2023 | Régionale 2 | USO Athis-Mons        | Essonne              | 29-22 | RAS Corbeil Essonne-Mennecy | Essonne              |
| 2022-2023 | Régionale 3 | Racing Nanterre Rugby | Hauts-de-Seine       | 22-6  | US Jeunesse de Mitry-Mory   | Seine-et-Marne       |

| Club                  | Titres régionaux |
| --------------------- | ---------------- |
| Rst Paris Xo-Finances | 1                |
| USO Athis-Mons        | 1                |
| Racing Nanterre Rugby | 1                |

| Comité départemental | Titres régionaux |
| -------------------- | ---------------- |
| Paris                | 1                |
| Essonne              | 1                |
| Hauts-de-Seine       | 1                |